# Rhamnus japonica
Rhamnus japonica är en brakvedsväxtart som beskrevs av Carl Maximowicz. Rhamnus japonica ingår i släktet getaplar, och familjen brakvedsväxter.

## Underarter
Arten delas in i följande underarter:
- R. j. decipiens
- R. j. microphylla